# 2598 Merlin
2598 Merlin là một tiểu hành tinh vành đai chính, which was được phát hiện bởi Edward L. G. Bowell in 1980. Nó được đặt theo tên Merlin, the legendary wizard who helped King Arthur.
Merlin là một C-type asteroid, meaning it is dark in color and carbonaceous in composition.